# Ján Jackuliak
Ján Jackuliak (* 10. července 1978, Lučenec) je slovenský divadelní a filmový herec.
Vystudoval konzervatoř v Košicích (obor činohra), poté získal angažmá v Státním divadle Košice. Posléze však přesídlil do Brna, kde v roce 2003 vystudoval muzikálové herectví na Divadelní fakultě Janáčkovy akademie múzických umění. Byl členem souboru Městského divadla Brno, a to od 1. června 2001 do 31. července 2011. Účinkuje také v Národním divadle Brno nebo v Malém Divadle Komedie.
Účinkoval v českých seriálech Vyprávěj na České televizi a Ordinace v růžové zahradě 2 na TV Nova. V roce 2019 přijal vystupování v 6. řadě zábavné soutěže Tvoje tvář má známý hlas.

## Výběr zodehraných rolí vMěstském divadle Brno
- Bernardo – West Side Story
- Che – Evita
- Ignat Sopko – Koločava
- Fidel – Čarodějky z Eastwicku
- Jidáš Iškariotský – Jesus Christ Superstar
- Kejchal – Sněhurka a sedm trpaslíků
- Juda – Josef a jeho úžasný pestrobarevný plášť
- Aralambi – Cikáni jdou do nebe
- Mr. Bumble – Oliver!
- Berger – Hair

## Výběr zodehraných rolí vNárodním divadle Brno
- Vikomt de Nanjac – Ideální manžel
- Jiří Štaidl – Zaslíbení
- Johann Fischer – Černá Madona brněnská
- Jourdain – Měšťák šlechticem
- Vavřinec – Romeo a Julie
- Skat – Sedmá pečeť
- Filip Lombard – Deset malých černoušků
- Následníci